# Jewgienij Fokin
Jewgienij Wasiljewicz Fokin (ros. Евгений Васильевич Фокин; ur. 12 października?/25 października 1909 w Podolsku, w guberni moskiewskiej, zm. 12 listopada 1972 w Moskwie) – rosyjski piłkarz, grający na pozycji bramkarza, trener piłkarski.

## Kariera piłkarska

### Kariera klubowa
W 1925 rozpoczął karierę piłkarską w podmoskiewskiej drużynie im. Iljicza w Podolsku. W 1930 roku przeszedł do Dynama Moskwa. W 1944 przez doznaną ciężką kontuzję był zmuszony zakończyć karierę piłkarską.

### Kariera reprezentacyjna
Bronił barw reprezentacji Moskwy (1930-1934, 1939–1940) oraz Rosyjskiej FSRR (1932-1933).

## Kariera trenerska
W 1944 rozpoczął karierę trenerską. Najpierw do 1948 pomagał trenować Dinamo Moskwa. W 1950 objął stanowisko głównego trenera Dynama Kijów, a w 1952 Dynama Mińsk. W 1954 powrócił do Dinama Moskwa, tym razem na stanowisko dyrektora klubu. Od 1958 kierował DJuSSz Dinamo Moskwa. Od 1962 do września 1963 prowadził Daugavę Ryga. Potem pracował jako funkcjonariusz w Komitecie Sportu Rosyjskiej FSRR. Również zajmował stanowiska dyrektora klubu Lokomotiw Moskwa i Motor Włodzimierz. Zmarł 12 listopada 1972 w Moskwie w wieku 63 lat.

## Sukcesy i odznaczenia

### Sukcesy klubowe
- mistrz ZSRR: 1936 (wiosna), 1937, 1940
- wicemistrz ZSRR: 1936 (jesień)
- zdobywca Pucharu ZSRR: 1937
- mistrz Moskwy: 1930 (jesień), 1931 (jesień), 1934 (jesień), 1935 (wiosna)
- mistrz towarzystwa Dynama: 1933

### Sukcesy indywidualne
- wybrany do listy 55 najlepszych piłkarzy towarzystwa Dynama: Nr 4 (1933)

### Odznaczenia
- nagrodzony tytułem Zasłużonego Mistrza Sportu ZSRR: 1945